# 大栄寺 (坂戸市)
大榮寺（だいえいじ）は、埼玉県坂戸市にある曹洞宗の寺院。

## 歴史
1547年（天文16年）に開山された。1762年（宝暦12年）の火災で古記録を失ったため、詳細は不明となっている。当初は「法道寺」と称していたが、いつしか「大永寺」に改称し、「永」の字を「榮」に変え、現在は「大榮寺」と称している。
旧本堂は、宝暦の火災後の1790年（寛政2年）に建立されたもので、昭和時代まで建っていた。平成時代になり、老朽化甚だしくなった旧本堂を取り壊し、新本堂を新築した。
境内には、七福神を始め、様々な石像が数多く建てられている。

## 交通アクセス
- 一本松駅より徒歩12分。